# 英國廣播公司高清台
英國廣播公司高清台（英語：BBC HD）是英国广播公司的高清电视頻道。本頻道從2006年5月15日開始進行測試，於2007年12月1日正式开播。由於預算減少，本台（英國版本）於2013年3月26日以高清版英國廣播公司第二台代替。本台也在欧洲及南美洲多国播出国际版。

## 外部連結
- 在BBC Online了解BBC HD
- BBC HD International （页面存档备份，存于）
- BBC HD線上直播（僅限英國IP）